# 7130 Klepper
7130 Klepper (1992 HR4) là một tiểu hành tinh vành đai chính được phát hiện ngày 30 tháng 4 năm 1992 bởi F. Borngen ở Tautenburg.